# 2. Basketball Bundesliga
La 2. Basketball Bundesliga è il secondo livello del campionato austriaco di pallacanestro.